# Helena Woynarowska
Helena Woynarowska (ur. ?, zm. 1946) – polska lekkoatletka, sprinterka i wieloboistka.

## Życiorys
Specjalizowała się w biegach sprinterskich; na 60 metrów, 100 m, 200 m, biegała w sztafetach 75, 100 i 200 m. Uprawiała skok wzwyż, rzut oszczepem oraz pięciobój i trójbój lekkoatletyczny. Była zawodniczką AZS Warszawa.
Na mistrzostwach Polski seniorów na otwartym stadionie zdobyła dwadzieścia siedem medali, w tym sześć złote, dziesięć srebrne  oraz jedenaście brązowych:  w biegu na 60 m - złoto, srebro (2-krotnie) oraz brąz  (3-krotnie); w biegu na 100 m - złoto, srebro oraz brąz; w biegu na 200 i 250 m zdobyła 2-krotnie brązowe medale; w sztafecie 4 × 75 m - złoto i 2-krotnie srebro; w sztafecie 4 × 100 m - złoto, srebro i 2-krotnie brąz; w sztafecie 4 × 200 m - złoto i 2-krotnie srebro. Złoty medal zdobyła w rzucie oszczepem, srebrny w trójboju i w pięcioboju lekkoatletycznym oraz brązowy w skoku wzwyż.
Rekordy życiowe:
| Konkurencja        | Data i miejsce                | Wynik |
| ------------------ | ----------------------------- | ----- |
| bieg na 60 metrów  | 26 lipca 1930(dts), Bydgoszcz | 8.2   |
| bieg na 100 metrów | 7 sierpnia 1926(dts) Warszawa | 13,6  |
| bieg na 200 metrów | 19 lipca 1931 Warszawa        | 29,3  |

## Ordery i odznaczenia
- Brązowy Krzyż Zasługi (19 marca 1931)[1]